# Jack O'Connell (voetballer)
Jack William O'Connell (Liverpool, 29 maart 1994) is een Engels voormalig voetballer die doorgaans speelde als centrale verdediger. Tussen 2012 en 2023 was hij actief voor Blackburn Rovers, Rotherham United, York City, Rochdale, Brentford en Sheffield United.

## Clubcarrière
O'Connell speelde in de jeugd van REMYCA United en hij werd in 2011 opgenomen in de jeugd van Blackburn Rovers. Voor die club zou hij nooit in competitieverband in actie komen, maar achtereenvolgens speelde de verdediger op huurbasis voor Rotherham United, York City en Rochdale. In februari 2015 verkaste O'Connell naar Brentford, waar hij voor drieënhalf jaar tekende. Hij maakte wel eerst zijn laatste verhuurperiode bij Rochdale af. In het seizoen 2015/16 speelde de centrumverdediger zestien competitieduels, waarna hij overgenomen werd door Sheffield United, waar hij zijn handtekening zette onder een verbintenis voor de duur van drie seizoenen. In zijn eerste seizoen bij de club werd Sheffield kampioen van de League One. In november 2017 werd het contract van O'Connell verlengd met drie seizoenen tot medio 2022. In maart 2019 werd zijn verbintenis andermaal met een jaar verlengd. O'Connell raakte in september 2020 geblesseerd aan zijn knie. Door deze blessure zou hij de rest van het seizoen 2020/21 missen, net als de twee volledige jaargang erna. Medio 2023 verliet hij Sheffield United. Hierop besloot hij op negenentwintigjarige leeftijd een punt te zetten achter zijn actieve loopbaan.

## Clubstatistieken
| Seizoen | Club               | Competitie     | Competitie | Competitie | Beker | Beker | Internationaal | Internationaal | Totaal | Totaal |
| Seizoen | Club               | Competitie     | Wed.       | Dlp.       | Wed.  | Dlp.  | Wed.           | Dlp.           | Wed.   | Dlp.   |
| ------- | ------------------ | -------------- | ---------- | ---------- | ----- | ----- | -------------- | -------------- | ------ | ------ |
| 2011/12 | Blackburn Rovers   | Championship   | 0          | 0          | 0     | 0     | —              | —              | 0      | 0      |
| 2012/13 | → Rotherham United | League Two     | 3          | 0          | 2     | 0     | —              | —              | 5      | 0      |
| 2012/13 | → York City        | League Two     | 18         | 0          | 0     | 0     | —              | —              | 18     | 0      |
| 2013/14 | → Rochdale         | League Two     | 38         | 0          | 7     | 0     | —              | —              | 45     | 0      |
| 2014/15 | Blackburn Rovers   | Championship   | 0          | 0          | 1     | 0     | —              | —              | 1      | 0      |
| 2014/15 | → Rochdale         | League One     | 29         | 5          | 2     | 0     | —              | —              | 31     | 5      |
| 2015/16 | Brentford          | Championship   | 16         | 1          | 2     | 0     | —              | —              | 18     | 1      |
| 2016/17 | Sheffield United   | League One     | 44         | 4          | 6     | 2     | —              | —              | 50     | 6      |
| 2017/18 | Sheffield United   | Championship   | 46         | 0          | 2     | 0     | —              | —              | 48     | 0      |
| 2018/19 | Sheffield United   | Championship   | 41         | 3          | 1     | 0     | —              | —              | 42     | 3      |
| 2019/20 | Sheffield United   | Premier League | 33         | 0          | 2     | 0     | —              | —              | 35     | 0      |
| 2020/21 | Sheffield United   | Premier League | 2          | 0          | 0     | 0     | —              | —              | 2      | 0      |
| 2021/22 | Sheffield United   | Championship   | 0          | 0          | 0     | 0     | —              | —              | 0      | 0      |
| 2022/23 | Sheffield United   | Championship   | 0          | 0          | 0     | 0     | —              | —              | 0      | 0      |
| Totaal  | Totaal             | Totaal         | 270        | 13         | 25    | 2     | 0              | 0              | 295    | 15     |

## Erelijst
| League One | 1 | 2016/17 |